# Mountain View Acres (Kalifornija)
Mountain View Acres je naseljeno područje za statističke svrhe u američkoj saveznoj državi Kalifornija. Prema popisu stanovništva iz 2010. u njemu je živjelo 3.130 stanovnika.